# Franc Postič
Franc Postič (nem. Franz Postitsch), slovenski zdravnik, vinogradnik in sadjar, * 16. januar 1794, Zagreb, Hrvaška, † 29. oktober 1861, Sv. Ana v Slovenskih goricah, Slovenija.
Franc Postič je bil zdravnik, sadjar in vinogradnik po katerem se imenuje trta  postič ali Blaue Postitschtraube ali tudi pinot meunier.

## Življenje in delo
V Zagrebu je leta 1808 dokončal gimnazijo. Nekaj časa je bil vojaški ranocelnik nato kirurški pomočnik pri Gasparju Dimniggu v Radgoni. Študiral je v Gradcu, kjer je že kot študent zaslovel kot odličen diagnostik. Po diplomi 23. avgusta 1816 so mu ponudili mesto asistenta v graški splošni bolnišnici, a se je zaradi obveznosti v Radgoni tej možnosti odpovedal. V Radgoni se je poročil s premožno Ano von Rosenbichel in leta 1817 sta se že preselila k Sveti Ani na Krembergu v Slovenskih goricah, kjer je prevzel mesto okrajnega ranocelnika. Franc Postič si je na majhnem razglednem gričku nasproti farne cerkve izgradil večjo hišo. Leta 1845 ga je znan mariborski zgodovinar Rudolf Gustav Puff opisal kot izvrstnega zdravnika, modrega gospodarja, sadjarja in enologa. 2. oktobra 1855 je Postiča obiskala francoska vojvodinje Berry in njen drugi mož grof Ettori Lucchesi-Palli. Še bolj kot z imenitnimi obiski, je Postič pustil pečat v kraju in širši okolici s svojo odličnostjo, vzgledi in z znanjem. Kot zdravnik si je s pomočjo prijatelja in lekarnarja Petriča iz Gradca uredil domačo lekarno, ki je postala vzor številnim podobnim ročnim zdravniškim lekarnam na Spodnjem Štajerskem. Za pomočnico v domači lekarni si je izučil svojo ženo Ano, pri njemu pa so si znanja pridobivali tudi številni kirurgi in ranocelniki iz bližnje in daljne okolice. Po imenu danes poznamo le Erberta iz Ljubljane, Ableitnerja iz Sv. Trojice, in Leopolda Denga iz Jagerberga.
Z vztrajnim delom, ki se je napajalo iz idej in vzgledov nadvojvode Janeza, pa si Franc Postič ni pridobil le obsežnih kmečkih posesti in velikega vinograda, ki je štel preko 300 vinskih sort, ampak je postal tudi pomemben vzor, ki je najbolj zaslužen za razvoj razvoj modernega sadjarstva in vinogradništva v tem delu Slovenskih goric. Postič si je med številnimi trtami zasadil tudi trto postič ali Pinot Meunier, ki ga je dobil iz Francije. Pinot Meunier je v Franciji in Porenju ena najpogostejših trt in hkrati nujna sestavina šampanjcev. Postič je to na Slovenskem zelo redko sorto, ki je mutant Modrega pinota precej uspešno razširjal po Štajerskem, da se je zanjo med vinogradniki začelo uporabljati njegovo ime oz. »Balue Postitschtraube«, ki še danes velja na Štajerskem za eno variantnih imen Pinota meunier. Obstoj Postičevega imena in vinograde pri Sveti Ani na Krembergu kjer je zorel »Postič« je zabeležil tudi prvi sistematični ampelograf Franz Ksaver Trummer, ki je med letoma 1835 in 1839 popisoval štajerske vinograde in vinske trte, da bi sestavil jasen pregled tukajšnjega vinogradništva. Trummerjeva klasifikacija je pozneje postala standardna, s tem pa tudi kanonizirano ime Blaue Postitschtraube. V slovenščino jo je prenesel Matija Vertovec leta 1844. Trta je bila pred izbruhom trtne uši zagotovo bolj pogosta in cenjena, kot je  danes, saj je sicer Hermann Goethe ne bi uvrstil v svoj atlas sort , ki jih je treba ob reševanju vinogradov znova zasaditi s cepljenkami na ameriško podlago . Preko Trummerja in Goetheja pa se je nato trta in ime Postič ohranilo tudi v znani zbirki gvašev Vinzenza in Conrada Kreuzerja.  Na stara leta Franc Postič ni več aktivno deloval kot zdravnik, a je kljub temu skupno kar 45 let aktivno deloval v kraju. Pri tem si je pridobil velike zasluge za razvoj zdravstva, šolstva, sadjarstva, vinogradništva.Bil je dolgoletni podpornik šolajočih, kot občinski sodnik in župan pa je poskrbel tudi za razvoj občine in gradnjo boljših cest.
Umrl je 29. oktobra 1861, pokopan pa je bil na pokopališču pri Sv. Ani, .